# Kaštan sta koní
Kaštan sta koní (italsky Castagno dei Cento Cavalli) je kaštanovník setý, který roste v lese Carpineto na území obce Sant'Alfio na Sicílii. Je uveden v Guinnessově knize rekordů jako nejstarší a největší kaštanovník na světě. Turínský botanik Bruno Peyronel odhadl jeho stáří na čtyři tisíce let. Strom je vysoký 22 metrů a obvod nejsilnějšího ze tří kmenů je 22 metrů. Kaštan je pojmenován podle pověsti vyprávějící, že pod jeho rozložitou korunou našlo úkryt před bouřkou sto rytířů na koních. Jedna verze legendy uvádí, že mezi rytíři byla i královna Johana I. Neapolská a se všemi se pomilovala, avšak podle historických záznamů tato královna Sicílii nikdy nenavštívila.
Strom se nachází v Regionálním parku Etna. Psali o něm Pietro Carrera a Alberto Fortis, ódu mu věnoval básník Giuseppe Borrello, namaloval ho Jean-Pierre Houël. Již v roce 1745 vyhlásilo Sicilské království jeho zákonnou ochranu. V roce 1965 byl prohlášen národní kulturní památkou, v roce 1982 byl zařazen na seznam 150 nejvýznamnějších stromů v Itálii a v roce 2006 mu udělila UNESCO titul „památník míru“. 